# Ванспор
«Ванспор» — турецкий футбольный клуб из города Ван, существовавший в 1974—2014 годах. С 2019 года под этим названием играет клуб, основанный в 1982 году.

## История
Клуб был создан в 1974 году в результате объединения двух любительских городских команд: Van Gençlikspor (носила чёрно-белые цвета) и Van Şengençlerspor (желто-синие). Команда получила жёлто-чёрные цвета, с 1982 года сменила на красно-чёрные. Позднее, уже выступая в высшем дивизионе, команда с 1997 года сменила цвета на сине-белые.
В 1983 году, получив статус профессиональной, команда стала играть во второй лиге (втором по уровню дивизионе). В сезоне 1993/94, после 10 сезонов, в которых команда не боролась за высокие места, «Ванспор» занял 2-е место в своей группе и в финальном турнире занял 3-е место, что позволило ему выйти в первую лигу (высший дивизион).
В высшем дивизионе «Ванспор» в общей сложности провёл 5 сезонов (1994/95—1997/98, 1999/00) и занимал места в нижней части турнирной таблицы (лучший результат — 12-е место, в дебютном сезоне), в сезоне 1997/98 занял последнее 18-е место и вылетел во вторую лигу, за сезон вернулся (заняв во второй лиге 1-е место как в своей группе, так и в финальном турнире), но в сезоне 1999/00 вновь занял последнее 18-е место в чемпионате и опять покинул высший дивизион.
В кубке Турции высшее достижение — выход в 1/8 финала (1994/95, 1995/96, 1997/98, 1999/00).
В сезоне 2000/01 команда играла во второй лиге, которая со следующего года разбивалась на две, «Ванспор» перешёл во вторую лигу, ставшую третьим уровнем системы лиг, на котором также не удержался, а по окончании сезона 2002/03 перешёл из третьей лиги, являвшейся четвёртым уровнем, на любительский уровень, где играл под названием İl Özel İdaresi Vanspor. В 2014 году команда, последний сезон игравшая под названием Van Tuşba Belediyespor и с жёлто-чёрными цветами, прекратила существование.
Существует другой клуб из города Ван — основанный в 1982 году, ранее был известен как Van Belediyespor и Belediye Vanspor (цвета — красно-чёрные, до 2006 года — красно-синие), в сезонах 2008/09—2010/11 играл во второй лиге. 9 марта 2014 года он сменил название на Van Büyükşehir Belediyespor, получив статус муниципального. В 2019 году решением местных властей клуб перестал быть муниципальным, получил новый логотип и стал называться как клуб, представлявший город в высшем дивизионе в 1990-х годах — «Ванспор». С сезона 2019/20 играет во второй лиге.